# غريتشين باريتو
غريتشين باريتو هي عارضة ومغنية وممثلة فلبينية، ولدت في 6 مارس 1970 في الفلبين.

## وصلات خارجية
- غريتشين باريتو على موقع IMDb (الإنجليزية)
- غريتشين باريتو على موقع ميوزك برينز (الإنجليزية)
- غريتشين باريتو على موقع قاعدة بيانات الفيلم (الإنجليزية)